# Вождь краснокожих и другие…
Вождь краснокожих и другие… (англ. O. Henry's Full House) — комедийный приключенческий фильм 1952 года пятерых американских режиссёров по пяти рассказам О. Генри.

## Сюжет
Фильм состоит из пяти частей (историй), созданных разными режиссёрами и сценаристами по пяти рассказам О. Генри, написанным им в 1902—1910 гг. Рассказчиком за кадром выступает Джон Стейнбек, также он кратковременно появляется в кадре перед началом каждой новой части. Знаменитый прозаик Стейнбек — отнюдь не актёр, и это его единственное появление в художественном фильме.

### Фараон и хорал
англ. The Cop and the Anthem
Режиссёр: Генри Костер
Автор сценария: Ламар Тротти
В главных ролях: Чарльз Лоутон, Мэрилин Монро и Дэвид Уэйн

### Трубный глас
The Clarion Call
Режиссёр: Генри Хэтуэй
Автор сценария: Ричард Брин
В главных ролях: Дейл Робертсон и Ричард Уидмарк

### Последний лист
The Last Leaf
Режиссёр: Жан Негулеско
Авторы сценария: Айван Гофф и Бен Робертс
В главных ролях: Энн Бакстер, Джин Питерс и Грегори Ратофф; одно из первых появлений (без указания в титрах) на экране ставшего в будущем весьма известным актёра Хэла Смита

### Вождь краснокожих
The Ransom of Red Chief
Эта история, разгромленная критиками ещё до официальной премьеры, была вырезана из первых показов; включена в фильм только в начале 1960-х годов при демонстрации по телевидению.
Режиссёр — Говард Хоукс.
Авторы сценария: Бен Хект, Наннэлли Джонсон и Чарльз Ледерер.
В главных ролях: Фред Аллен, Оскар Левант и Ли Аакер

### Дары волхвов
The Gift of the Magi
Режиссёр: Генри Кинг
Автор сценария: Уолтер Баллок
В главных ролях: Джинн Крейн и Фарли Грейнджер

## Премьерный показ в разных странах
- США — 7 августа 1952 (только в Гринсборо, штат Северная Каролина); 18 сентября 1952 (только в Лос-Анджелесе); 16 октября 1952 (только в Нью-Йорке)
- Швеция — 21 ноября 1952
- Западная Германия — 22 апреля 1953
- Австрия — май 1953
- Франция — 29 мая 1953
- Финляндия — 7 августа 1953
- Дания — 13 апреля 1955

Кроме того, фильм официально переводился на испанский, итальянский, турецкий и греческий языки.